# Nørre Vorupør
Nørre Vorupør (eller Vorupør) er en kystby og et fiskerleje i det vestlige Thy med 605 indbyggere  (2024), beliggende i Vorupør Sogn. Byen hører til Thisted Kommune og er beliggende i Region Nordjylland. Nørre Vorupør ligger ved Vesterhavet, 22 kilometer vest for oplandsbyen Thisted.
Stedet er kendt for kystfiskeri og turisme. Der er, ligesom i Thorup Strand, stadig fiskeri med kystbåde fra åben strand, som trækkes op på landingspladsen med spil. Tre af disse både anvendes i dag til havfiskeri af lystfiskere. Desuden findes en del pramme (joller) til både erhvervs- og fritidsfiskeri, ligesom flere andre steder i Nordvestjylland. Ved enden af molen på stranden ligger en redningsstation. Vorupør ligger midt i Nationalpark Thy (Danmarks første) som i foråret 2021 kan indvi et nyt besøgscenter, der er bygget ind i en af klitterne ud mod Vorupør Landingsplads.
I Nørre Vorupør ligger Fiskeri- og Redningsmuset, Nordsø Akvariet samt Vorupør Museum.
De nærmeste nabobyer er Stenbjerg 4 km mod syd, Hundborg 8 kilometer mod øst, og Klitmøller 15 km mod nord. Mindre bebyggelser i nærheden er Sønder Vorupør mod syd, Førby og Faddersbøl mod øst, samt Vangså mod nord.

## Historie
Vorupør omtales i 1735 som Worup-Øer. 1. led er landsbyen Vorup, også kendt som Førby, ved Førby/Vorup Sø øst for Vorupør. Vorups navn består af det gammeldanske wore (svarende til østdansk ore), som betyder udmark, samt efterleddet torp, der betyder udflytterbebyggelse. Vorupgård er en udflyttergård fra den større Faddersbølgård og ejede oprindelig jorden helt ud til havet. 2. led, 'ør', betyder gruset strandbred. 

### Geologiske forhold
Den geologiske formning af den jyske vestkyst fra Skagen til området nord for Esbjerg tilhører det yngste område af Danmarks geologi og er stadig under forandring. Efter at isens fremrykning og afsmeltning formede det bakkede morænelandskab i Østjylland og Limfjordsområdet, tørlagde landets hævning den tidligere havbund mod vest. Senere, da sandflugten satte ind fra 1500-1600-tallet, har vind og sand dannet de storslåede klitområder yderst mod Vesterhavet, som også ses i Vorupør.
Da Istiden afsluttedes bestod området hvor bl.a. Vorupør ligger af en række større og mindre øer og halvøer omringet af arktisk ishav. Da isen trak sig tilbage hævede landjorden sig, og Nørrejyske Ø blev til én sammenhængende ø. Cirka 6000 år før vores tidsregning begyndte der at vokse løvtræ i området som en konsekvens af det mildere klima. Det varmere klima betød imidlertid at isen i det nordlige Skandinavien smeltede, hvorefter området igen blev oversvømmet. I Stenalderen, nærmere bestemt cirka 5000 år før vores tidsregning lå området, der blev til Vorupør, derfor under hav. Da havet steg, blev vesterhavskysten nedbrudt. Sandaflejringer i bugter og havvige og på selve havbunden foran kysterne blev meget store, og fordi landet stadig hævede sig, imens havet ikke steg længere, blev bugter og vige efterhånden fyldt med sand. Heri ligger kilden til de unikke klitlandskaber på den jyske vestkyst.

### Middelalderen
Voldsomme sandflugter hærgede i middelalderen, og store vandreklitter drev ind over land. Sandflugterne ødelagde frugtbare agre, og tvang beboerne til at søge andre steder hen og skaffe føden på anden vis. Det er på dette grundlag at kystbyerne Vorupør, Stenbjerg og Vangså er opstået. Sandflugterne var især mulige fordi mennesker havde udnyttet naturen ved at bruge beplantningen i området til materialer – en beplantning havde virket som et værn mod sandflugter.
Sandflugterne var et problem, der blev taget taget alvorligt af højeste instans. Således indførte Christian 3. den 13. december 1558, at de der beskadigede klitbevoksninger skulle straffes på samme måde som tyve. Loven virkede ikke efter hensigten, og i midten af 1600-tallet blev der nedsat et særligt udvalg til at besigtige skaderne – Sandflugtskommissionen.

### Klitten
Området, der senere blev til byerne Nørre Vorupør og Sønder Vorupør, nævnes første gang i en sag fra 14. maj 1689, da Christen Christensen fra Vorupør vidner i en stævning mod Jens Fusmand. I samme sag vidner den 11. juni 1689 Mette Knudsdatter, som fortæller at ”hendes mand havde stedt og fæstet på Ørum Sogn – det værested de boede i. Nogle år var han kongens klitfoged og boede i Vorupør i Morbjerg, og da var ingen mere at bygge i Klitten”.
Vorupør kendtes på dette tidspunkt også under navnet 'Klitten'. Dette ses bl.a. i en sag fra 12. februar 1689, hvor 41 mand fra Nørhå, Hundborg, Snedsted og Klitten indkaldes til at vidne i en sag omkring hvor langt Faddersbøl Grund strækker sig mod vest. Dette var en fortsættelse af en over 50 år gammel sag. Et 24 mands vidne af Hundborg Ting meddelte den 25. juli 1636 ”at ingen har nogen gård, gods eller ejendom, som støder på Vesterhav norden Nørhå Klit og sønden Snejstrup Klit. Men det er alt sammen Ivar Kaases ejendom til hans hovedgård Faddersbøl”. En del af vidnerne fra Hundborg kendte ikke 'Klitten' under andet navn end Faddersbøl Klit.
Ifølge matrikel anno 1664 og 1668 har der på daværende tidspunkt været registreret syv ikke nærmere omtalte huse i Klitten. Sandsynligvis har der været tale om småhytter.
Den 28. april 1680 kom Sandflugtskommissionen til Hundborg Sogn og beskrev forholdene mod vest på følgende nedslående måde: ”Nogle gårde, kaldet Vorup og Førgaard, deres mark er af gammel sandflugt sandig, hvilket, når den bruges, og det blæser, flyver sandet over markerne. Engene er af søvand og sand fordærvede”.
I 1793 startede man de første forsøg med beplantning som et sandflugtshæmmende middel, og i 1820 anlagdes Tvorup Klitplantage.

### Fattige Vorupør
Nørre Vorupør begyndte som en udflytterby fra Stenbjerg og Sønder Vorupør, som indtil molebyggeriet i 1900-tallet udgjorde det kulturelle centrum for Vorupør, da det var her såvel skole som missionshus befandt sig.
I år 1800 var der tilsammen 377 indbyggere i Nørre Vorupør og Sønder Vorupør.
Op igennem 1800-tallet var Vorupør den dårligst stillede del af kommunen, der også talte Jannerup og Hundborg. Man talte således om: "Rige Jannerup, stolte Hundborg og fattige Vorupør". Folkefortællingernes sparsomme oplysninger om Vorupør-fiskerne giver et indtryk af, hvor fattige de var: ”mand med lidt jord og fisker”, ”jordløst hus”, ”en liden hytte” og ”lever af sine hænders gierning” giver et indtryk af fattigdommen. 
Der var ringe mulighed for at dyrke landbrug, hvilket efterlod fiskeriet som eneste reelle erhvervsmulighed. På daværende tidspunkt fiskede man med pramme – åbne tremandsbåde, hvilket var risikabelt og farligt, samt uden de store indtjeningsmuligheder. Man solgte fangsten fra stranden eller ved med en kurv på nakken at opsøge mulige købere på gårdene inde i landet, hvor man falbød fangsten. Ofte førte synet af de fattige fiskere til hån og spot fra de mere velstillede bønder.
I 1851 fik Vorupør sin første redningsstation i krydset Vesterhavsgade-Nordsøvej.
Fiskerlejet Nørre- og Sønder-Vorupør havde i 1801 120 indbyggere, i 1840 196 indbyggere, i 1860 270 indbyggere, i 1870 323 indbyggere, i 1880 377 indbyggere.
I sidste halvdel af 1800-tallet begyndte en mere organiseret fiskehandel fra Nørre Vorupør. Fra 1878 begyndte Munk-Madsen at levere Vorupør-fisk til forhandling i Struer, og med indvielsen af Thybanen i 1882 åbnedes muligheden for at levere fisk til Tyskland.
Så sent som i 1882 beskrives fiskerne i Vorupør således i Folkefortællingerne: ”er ugift og aldeles uformuende”, ”ejer intet” og ”har ingen bopæl og er uformuende”.
Ifølge Jens Munk-Poulsen bestod Vorupør i 1885 af: ”en række noget gammeldags udseende huse, hvoraf de fleste var stråtækkede. Det var en hel sjældenhed at finde et hus med gardiner for vinduet. Vinduerne var små og sparsomme, og den indvendige varme fik man ved hjælp af nogle gamle bilæggerovne”.

### Missionsbevægelsen
I 1870'erne kom den indremissionske vækkelse til Vorupør. Kombinationen af det farlige liv på havet og brændevinen havde åbnet op for en ny livsform, og i 1878 opførtes der en lille kirke ved Kapelvej udenfor Nørre Vorupør, som blev til Vorupør Gl. Kirkegård. Hidtil havde den nærmeste kirke ligget i Hundborg.
26. marts 1885 omkom otte Vorupørfiskere og fire Stenbjergfiskere på havet. Kystbådene var ude da vinden slog om. Redningsmandskabet tog ud, og fik mandskabet fra to kystbåde om bord, i alt ti fiskere. Dette var muligvis for stor en last for redningsbåden, der kæntrede. Alle tolv fra redningsmandskabet, som bar veste, nåede i land, imens kun to af de ti fiskere reddede sig i land.
Den 20. august 1887 stiftedes Fiskercompagniet som et indremissionsk foretagende. Samme år opførtes Vorupørs første missionshus, Betsaida, i Sønder Vorupør – vækkelsen havde for alvor fået fat.
På fireårsdagen for drukneulykken, den 26. marts 1889 var en af Fiskercompagniets både på havet. Vejret udartede som fire år tidligere, og kutteren kæntrede ud for Hanstholm. Hanstholms redningsbåd reddede seks af fiskerne i land, imens den syvende, Niels Kr. Trab druknede. Hans lig drev efter sigende i land ved Hjartemål med øjnene opadvendte og foldede hænder på brystet. Inden da skulle den hellige Trab have givet sin redningsvest til en af mandskabets vantro, med ordene "Jeg kan tåle at dø". Samme år, 1889, opførtes Vorupør Fyr, der var et ledefyr med signalstation, som med balloner angav landingsforholdene. Året efter byggedes ishuset.
I 1892 etableredes Vorupør Fiskeriforening, og man indledte forsøg med nye og større bådtyper.
Den 21. november 1893 omkom i alt 49 kystfiskere på den jyske vestkyst, heraf to ved Vorupør. Katastrofen medførte fremgang for Indre Mission, samt en større polarisering imellem de hellige og de vantro. Prøvedæksbåden 'Eben Ezer' blev bygget som den første i Danmark, og var en succes. I 1894-1895 byggede bådbygger Christen Thomsen fra Sønder Vorupør en prøvedæksbåd, 'Vestjylland', som en direkte konsekvens af de mange drukneulykker. Christen Thomsen, der havde 17 børn (!) ansøgte Indenrigsministeriet om 1000 kr. til byggeriet. I 1894 indledtes også byggeriet af 'Prøven af Vorupør', der var en syvmandsbåd med helleflynderfiskeri for øje. I 1898 var der 13 både i Vorupør. Prøvedæksbåden 'Vestjylland', som var den første af sin slags med motor, blev i 1902 overdraget til Fiskercompagniet. Prøvedæksbåden havde været så stor en succes at Indenrigsministeriet i 1898 modtog 13 ansøgninger om prøvedæksbåde.

### 1900-tallet
- 1900: Skolen i Sønder Vorupør opføres.
- 1901: Ludvig Mylius-Erichsen udgiver 'Strandingshistorier' der bl.a. rummer en udførlig beskrivelse af forholdene i Vorupør.
- 1902: Vorupør Kirke står færdig og indvies den 14. december samme år.
- 1904: Byggeriet af Vorupør Mole påbegyndes. Den 9. maj samme år dannes Vorupør Fiskercompagnis Låneforening i Sønder Vorupør.
- 1907: I en artikel vedrørende molebyggeriet fik Vorupørs fiskere betegnelsen "fanatiske afholdsfolk" klistret på sig.
- 1908: Konseilspræsident J. C. Christensen og kong Frederik 8. er blandt de besøgende ved indvielsen af læmolen.
- 1911: Læmolen står færdig – 836 tilsammen i Nørre Vorupør og Sønder Vorupør. [12]
- 1916: Missionshuset Filadelfia indvies i Nørre Vorupør.
- 1921: Jens Munk-Poulsen dør. 736 indbyggere alene i Nørre Vorupør [13] Læmolen var ikke den eneste årsag til at Nørre Vorupør tog førertrøjen. De nye og større bådtyper forøgede fiskernes aktionsradius, så de kunne opholde sig på havet i længere tid, samtidig med det blev vanskeligere at søsætte og lande bådene. Æren for dette tilskrives Fiskercompagniet.
- 1930: Vorupør Boldklub starter op.
- 1937: Høfden forlænges med vandbygningsvæsenets slæbebåd 'Prøven', som fyldtes med cement. Cementen og dele af fartøjet kunne pr. 1987 stadig ses i havet. På trods af Hansteds påtrængende landingsproblemer blev det besluttet at Vorupør og dens 24 både skulle have et ophalingsspil.
- 1940: Indvielse af kystens første mekaniske ud- og ophalingsspil til de 24 både, der var på dette tidspunkt, den 29. juni. Indvielsen blev foretaget med T 320 Thabor, som på det tidspunkt var den største og tungeste båd på landingspladsen. Igennem årene var der kommet flere forslag til at erstatte det hånddrevne spil, men først i 1940 lykkedes det at konstruere en mekanisk spiltype.
- 1942: 25. juni afholder Vorupør Fiskeriforening 50-års jubilæum.
- 1944: 22. juli Prøven, fiskekutter, forliste efter en tysk mineeksplosion i Nordsøen
- 1944: 29. august – 30. august styrter et Allieret Lancasterfly ned ved Ålvandet. Se Lancaster PB202 flystyrt Thy.
- 1947: Det andet spil indvies, og opstilles i 1948, samtidig med der blev sat maksimum begrænsning for nye bådes tonnage.
- 1948: Det 2. spil opsættes imens der indføres maksimumgrænser for nybygningers tonnage og motorvægt.
- 1955: Vorupør Skole i Nørre Vorupør udbygges med en ny afdeling.
- 1956: Den endelige sammenlægning af de to andelsfiskeeksportforeninger Fiskercompagniet og Vorupør Fiskeeksport finder sted den 21. december. Sammenlægningen havde været længe undervejs.
- 1967: Hanstholm Havn åbner samtidig med at Kystvejen fra Vorupør til Hanstholm gennemføres. Der var i 1967 15 både i Vorupør. Samme år færdiggjorde bådebygger Niels Peter Thomsen sin næstsidste båd i juni måned.
- Op igennem 1960'erne og 1970'erne begyndte fiskeriet at miste en del af sin betydning som byens hovedindtægtskilde. Hanstholm Havns åbning og etableringen af Kystvejen øst for Vorupør var medvirkende til at byens position som fiskerby blev mindsket.

Til gengæld fik turismen en voldsom udvikling. Omfattende aktivitet i udstykning og opførelse af sommerhuse ændrede til dels byens indtjeningsgrundlag og profil.
- 1970: var der i Vorupør 12 både der beskæftigede 40 fiskere.
- 1972: var der i Vorupør 13 både der beskæftigede 43 fiskere. Gennemsnitsalderen var 47 år. På strækningen imellem Vorupør og Lønstrup var der i alt 37 kystbåde i 1972. I 1970'erne ofredes der store summer på læmolen. Høfden blev også udbygget og repareret. Man havde ellers frygtet at fiskerlejerne ville blive glemt efter indvielsen af Hanstholm Havn i 1967. Samtidig fik Vorupørfiskerne muligheden for at søge havn i Hanstholm når sandbanker og lignende umuliggjorde landing i Vorupør.
- 1979: Dan Turèll fortæller i bogen 'En egn Thy og dens sparekasse' i anledning af Sparekassen Thys 150 års jubilæum, artiklen 'Turist i Thy', som hovedsageligt omhandler Vorupør. (Kilde: En egn Thy og dens sparekasse, 1979. Udgivet i anledning af Sparekassen Thy's 150 års jubilæum. Orla Poulsen og Tom Lindskog)
- 1980-1984: Nye Vorupørkuttere leveres fra Løgstør Bådebyggeri.
- 1983: Vorupør Fonden stiftes 2. august. Formålet med fonden var at sikre opretholdelsen af Vorupørs flåde af kystbåde, materiel, ophalingsspil og bygninger, samt at stimulere til og sikre tilgangen til erhvervet.
- 1984: I foråret etableres I/S Vorupør Fisk, der kombinerede engros- og detailsalg. I Vorupør var der i 1984 10 både, som beskæftigede 33 fiskere. Gennemsnitsalderen var 42 år. (KILDE: Kystfisker uden havn – Moderne havfiskeri fra den jyske vestkyst, 1985, Annette Halskov Nielsen, Nordsømuseet Hirtshals)
- 1985: Hydraulisk spil til ophalling og udsætning af de 10 både, der var i 1985. Det hydrauliske spil kostede 216.000 kr. På strækningen Vorupør-Lønstrup var der nu 55 kystbåde i alt.
- Den 17. august 1985 myrdede den 49-årige mand fra Vesttyskland Hans Günther Hermann Stumpe den 36-årige ligeledes vesttyske damefrisør og prostituerede Helga Casu i et sommerhus på Delfinvej 30 i Nørre Vorupør. Efter mordet parterede han Helga Casu med noget campingudstyr. Søndag den 1. september 1985 fandt to jægere i Roddenbjerg Sø et afskåret højreben, hvorefter Kriminalpolitiet blev tilkaldt. Svømmedykkere fra Falck fandt herefter en arm i samme sø. Dagen efter, den 2. september, fandt politiet det venstre underben i søen. Fredag 6. september folk fra civilforsvaret kvindens torso uden hoved, arme og ben i den østlige del af Ørum Sø. 15. september fandt man i den vestlige del af Roddenbjerg Sø en overarmsknogle og en underarmsknogle – Kriminalpolitiet formodede at et dyr havde gnavet i armen. Hovedet og hænderne blev aldrig fundet, men Kriminalpolitiet formoder at Hans Günther Hermann Stumpe smed disse dele i Hanstholm Havn, selv om han aldrig har fortalt, hvor han præcist gjorde af disse dele. Retsmedicinere kunne identificere liget af Helga Casu 101 dage efter man fandt de første dele. Vidner i sommerhusområdet kunne hjælpe politiet på sporet af gerningsmanden, som den 9. oktober 1985 blev anholdt i Vesttyskland, sigtet for mordet på Helga Casu. Den 17. december 1986 idømtes Hans Günther Hermann Stumpe ved retten i Braunschweig fængsel på livstid. Hans Günther Hermann Stumpe blev udelukkende dømt på indicier, da politiet aldrig fandt et fældende bevis imod ham. Stumpe var vellidt af de lokale i Vorupør, hvor han ofte holdt ferie.
- I 1998 blev Hans Günther Hermann Stumpe ramt af et slagtilfælde, hvorved han mistede store dele af førligheden samt evnen til at tale, hvorefter den tyske kriminalforsorg fandt ham uegnet til fængselsstraf, og løsladte ham. Stumpe er blevet gift igen og bor i dag i Leipzig.
- TV Midt/Vest var i 2010 i kontakt med Stumpes tilsynsværge, som kunne fortælle, at Stumpe ikke ønsker at tale om sagen eller svare på, om han fortsat nægter sig skyldig. Han vil gerne lægge sagen bag sig.(Kilde: Stumpemordet 1+2 www.tvmidtvest.dk)

Stumpesagen har givet inspiration til afsnit 19 af TV-serien Rejseholdet.
- 1992: 9 aktive både på landingspladsen og fiskeriet lå på et stabilt leje, samtidig med at turismen var i fortsat vækst, især pga. det levende miljø på landingspladsen, hvor kutterne dagligt leverede råvarer til fiskeudsalget.
- 1994: I maj måned besøger en sheik fra Oman Vorupør, for ved selvsyn at se på ud- og ophalingsspillet, da landingsforholdene i Vorupør lignede Omans, var et sådant spil en mulighed.
- 2004: Vorupørs sidste aktive kystbåd, T125 Ebenezer (bygget i Løgstør i 1984), modtager ophugningsstøtte, men får lov at blive stående på Vorupør Landingsplads med nummer. Den overtages i 2015 af den nystiftede forening, Vorupør Havbåde, der er oprettet med det formål at bevare de gamle kystbåde som sejlende kulturarv.
- 2006-2007: T 82 Thabor, der anses for enestående, sættes i stand og indvies som museum på landingspladsen i Vorupør. Kutteren er restaureret så den fremstår som da den blev bygget i 1947 med krogfiskeri for øje. Båden overtages i 2020 af Vorupør Havbåde fra Thisted Museum med henblik på en omfattende restaurering, der skal gøre det muligt at få båden ud at sejle igen og anvendes til fiskeri af foreningens medlemmer.
- 2010: Vorupør Skole bevarer 1-3 klassetrin efter skolereformen i Thisted Kommune, som ellers lagde op til at skolen skulle lukkes helt. Det skete dog alligevel i 2015, hvor skolen blev overdraget til Vorupør Borgerforening som aktivitetshus, ligesom der i en del af bygningerne er etableret et iværksætterhus, VØ Surf & Work.
- I dag er kystfiskeriet i Vorupør stadig synligt, omend det i et vist omfang foregår som et levende museum. Årsagen hertil skal findes i, at unge fiskere ikke har fortsat traditionen med fiskeri, samtidig med at tiderne ikke har været til at drive kystfiskeri på fuldtid, som det tidligere var tilfældet i Vorupør.